# Dominic Janes
Dominic Janes, nome completo: Dominic Roque Janes Centorbi, (Tucson, 11 febbraio 1994), è un attore statunitense.

## Biografia
Nato a Tucson, in Arizona, ha avuto una piccola parte in E.R. - Medici in prima linea. È conosciuto principalmente per il ruolo di Jimmy nella serie tv Out of Jimmy's Head, andata in onda in Italia su Boing e su Cartoon Network con il titolo di Jimmy fuori di testa.

## Filmografia
- Instant Dads (2005)
- Crossing Jordan – serie TV, episodio 5x05 (Enlightenment) (2005)
- Jimmy fuori di testa (Re-Animated) (2006) - Film TV
- Svalvolati on the road (Wild Hogs), regia di Walt Becker (2007)
- Dexter – serie TV, 5 episodi (2006-2007)
- Jimmy fuori di testa (Out of Jimmy's Head) – serie TV, 20 episodi (2007-2008)
- E.R. - Medici in prima linea (ER) – serie TV, 22 episodi (2005-2009)

## Riconoscimenti
Janes ha conseguito una nomination e una vittoria per la categoria degli Young Artist Award, entrambe nel 2008.

## Doppiatori italiani
Nelle versioni in italiano delle opere in cui ha recitato, Dominic Janes è stato doppiato da:
- Furio Pergolani in Jimmy fuori di testa (film), Jimmy fuori di testa
- Manuel Meli in Svalvolati on the road